# Miller, South Dakota
Miller är administrativ huvudort i Hand County i South Dakota. Orten har fått sitt namn efter grundaren Henry Miller. Enligt 2020 års folkräkning hade Miller 1 349 invånare.